# گونترام
گونترام یا گونتران (به فرانسوی: Gontran) (زادهٔ حدود ۵۳۲ – درگذشتهٔ ۲۸ مارس ۵۹۲) پادشاه مروونژیایی بورگوندی از ۵۶۱ تا هنگام مرگش بود. او در طول دوران حکومتش توانست توازن قدرتی بین خویشاوندان خود که در جنگ علیه یکدیگر بودند را برقرار سازد.

## زندگی‌نامه
گونترام یکی از پسران کلوتار یکم از همسرش اینگوندا بود. با مرگ کلوتار در سال ۵۶۱ و تقسیم قلمرو فرانک‌ها بین چهار پسر باقی‌مانده‌اش شاریبرت، گونترام، زیگبرت (هر سه پسر از همسرش اینگوندا) و شیلپریک (از دیگر همسرش آرگوندا، خواهر اینگوندا)، اورلئان (شامل بورگوندی) به گونترام، رنس به زیگبرت، سوآسون به شیلپریک و پاریس به شاریبرت رسید.
با مرگ شاریبرت در سال ۵۶۷ یا ۵۶۸، قلمرو او نیز بین برادرانش تقسیم شد. با وجود این شیلپریک که پس از مرگ پدرشان، فقیرترین ناحیه از سرزمین فرانک‌ها را به ارث برده بود در این زمان بهترین بخش از سرزمین‌های شاریبرت را به قلمرو خود افزود که این قسمت بعدتر تشکیل‌دهندهٔ بخش بزرگی از نوستریا شد. همین امر به دشمنی بیشتر زیگبرت با برادر ناتنیش انجامید. اما گونترام با استفاده از قابلیت‌های سیاسی خود و در پیش گرفتن سیاست احتیاط و تزویر به صورتی که هربار با یکی از برادرانش متحد می‌شد توانست از قدرت گرفتن بیش از اندازهٔ هرکدام از آنها جلوگیری نماید.
با وجود این زیگبرت پس از آنکه گالسوینتا، نوعروس شیلپریک و خواهر همسرش برونهیلدا با تحریک فردگوند، معشوقهٔ شیلپریک و بعدتر همسر او به قتل رسید، با تحریک برونهیلدا و به بهانهٔ خونخواهی گالسوینتا وارد جنگی پیروزمندانه با شیلپریک شد. شیلپریک گریخت و زیردستان او از آمادگی پذیرش زیگبرت به عنوان پادشاه جدید خود خبر دادند. اما دیری از اعلام پادشاهی او نگذشت که زیگبرت توسط دو قاتلی که فردگوند فرستاده بود کشته شد.
با مرگ زیگبرت در سال ۵۷۵، پسرش شیلدبرت دوم جانشین او شد و گونترام او را در برابر شیلپریک تحت حمایت خود گرفت و با دفاع از منافع زیگبرت حتی او را وارث خود ساخت. علی‌رغم این موضوع شیلدبرت در ۵۸۳ با عمویش شیلپریک علیه گونترام متحد شد اما گونترام توانست پادشاه جوان را با واگذاری قلمروی به او و تأیید کردنش به‌عنوان پسرخواندهٔ خود بار دیگر به سوی خویش بازگردانَد.
شیلپریک در سال ۵۸۴ به قتل رسید و این‌بار نوبت پسر خردسال و جانشینش کلوتار دوم و همسرش فردگوند بود که تحت حمایت گونترام قرار گیرند. گونترام همچنین در سال ۵۸۷ با امضای عهدنامهٔ آندلو با شیلدبرت به باقیماندهٔ اختلافات خود با او نیز پایان داد. اما قلمرو گونترام در طول دههٔ ۵۷۰ مورد حملهٔ لمباردها قرار گرفت و او در اواخر عمر خود توجهش را معطوف بخش‌های جنوبی سرزمینش کرد. با وجود این او دو بار در برابر ویزیگوت‌ها با شکست روبرو شد.
گونترام در میان کلیسائیان نیز از شهرت خوبی برخوردار بود به‌ویژه که او در سال ۵۸۵ با صدور فرمانی، خواستار رعایت دقیقتر مسیحیت در زندگی مسیحیان شد و گرگوری توری، اسقف و تاریخ‌نگار هم‌عصر گونترام از او با عنوان «پادشاه نیک» یاد کرده و حتی معتقد بود که او توانایی انجام معجزه را دارد.
گونترام در ۲۸ ژانویه ۵۹۲ درگذشت و پس از او برادرزاده‌اش شیلدبرت دوم به پادشاهی بورگوندی رسید.

## همسران و فرزندان
گونترام نخست رفیقه‌ای به نام ونراندا داشت که بردهٔ یکی از مردمانش بود و برای پادشاه پسری به دنیا آورد که او را گوندوباد نامیدند. پس از آن گونترام با مارکاترود، دختر ماگنار ازدواج کرد و پسرش گوندوباد را به اورلئان فرستاد. اما پس از آنکه مارکاترود نیز صاحب فرزند پسری شد به گوندوباد حسادت نمود و با فرستادن سم و مسموم کردن نوشیدنی او، گوندوباد را به قتل رساند. با وجود این پسر خود او نیز چندی بعد درگذشت و پادشاه نیز که بر او خشم گرفته بود او را بیرون کرد. گونترام سپس با اوسترشیلد که به بوبیلا نیز معروف بود ازدواج کرد و از او صاحب دو پسر دیگر شد که پسر بزرگ کلوتار و پسر کوچکتر کلودومر نام گرفت. اما هم اوسترشیلد و هم پسرانش بر اثر ابتلا به اسهال خونی در زمان همه‌گیری این بیماری در گل مردند. گفته می‌شود که اوسترشیلد به‌هنگام مرگ، طبیبانش را متهم به جلو انداختن مرگ خود نمود و از گونترام خواست تا پس از او انتقامش را از آنها بگیرد و نگذارد که آنها نیز زنده بمانند. پس گونترام نیز چنین کرد و فرمان به مرگ دو پزشکی داد که برای مداوا بر بالین همسرش حاضر شده بودند.